# Эск (король Кента)
Эск (др.-англ. Æsc, Oisc, Oesc, Ēsc; умер около 512) — король Кента с 488 года. Согласно «Англосаксонской хронике» был сыном Хенгиста — одного из двух основателей Кентского королевства, однако современные исследователи считают их легендарными персонажами. По имени Эска династия королей Кента называлась «Эскинги» (др.-англ. Oiscingas). Беда Достопочтенный считал, что Эск — это не имя, а прозвище, а настоящим именем короля было Эрик (др.-англ. Oeric).

## Биография

Кент во время саксонского завоевания Британии

Основные источники по биографии Эска — «Англосаксонская хроника» и «Церковная история англов» Беды Достопочтенного. Хроника сообщает, что в 449 году в Британию по призыву короля Вортигерна прибыли братья Хенгист и Хорса. Беда Достопочтенный называет их вождями ютов. Поначалу они помогали бриттам, но потом выступили против них. В 455 году они разбили бриттов в битве при Броде Эгеля (др.-англ. Ægelesthrep); при этом Хорса был убит, Хенгист вместе с сыном Эском стал королём. Далее хроника сообщает о нескольких сражениях Хенгиста и Эска против бриттов. В 457 году они одержали победу у «Брода Крега» (др.-англ. Creacanford), убив 4 тысячи воинов, после чего бритты были вынуждены покинуть земли Кента. В 465 году были разбиты валлийцы у «ручья Виппеда» (др.-англ. Wippedesfleot), при этом были убиты «12 элдорменов« и «тэн Виппед». В 473 году Хенгист и Эск сражались с «валлийцами», «захватив несчётное количество добычи», после чего те «бежали от англов, как от огня». А в сообщении под 488 годом «Англосаксонская хроника» сообщает, что Эск стал королём Кента и правил в нём «24 зимы» (то есть примерно до 512 года).
Хронист XII века Генрих Хантингдонский полагал, что правление Эска было славным, поскольку его потомки называли свою династию «Эскинги». Другой хронист XII века, Уильям Мальмсберийский, писал, что тот «больше стремился защищать, чем расширять свои владения», поэтому никогда не выходил за пределы границ королевства, установленных отцом. Историк XIX века Уильям Хант высказывал предположение, что при жизни отца Эск был субкоролём, и подобное распределение власти могло указывать на существование племенного разделения, которое привело в свою очередь к политическому разделению Кента на два королевства — Восточное и Западное. В то же время Барбара Йорк полагает, что первоначально Кентское королевство включало в себя только Восточный Кент, а Западный был присоединён, вероятнее всего, в VI веке.
Однако в XX веке исследователи начали высказывать сомнения в историчности сведений «Англосаксонской хроники» о ранней истории Кента. Хотя есть археологические свидетельства, что германцы появились на территории Кента уже в начале V века, современные исследователи полагают Хенгиста и Хорсу скорее мифологическими основателями, чем реальными людьми. Барбара Йорк отмечает, что проведённые Патриком Симсом-Уильямсом и Николасом Бруксом исследования показали, что все рассказы об основании Кента являются мифологическими, а любая устная традиция, которая могла существовать, оказалась утраченной из-за условностей формата «происхождение — легенда».
Беда предположил, что имя Эска на самом деле было Эрик (др.-англ. Oeric), а дальше сообщает, что династия королей Кента по его имени звалась «Эскинги». Этот факт некоторые исследователи считают аргументом в пользу того, что Хенгист был легендарным персонажем. Барбара Йорк считает, что именно Эск был истинным основателем династии правителей Кента. При этом исследовательница отмечает, что, поскольку имя Эск происходит от слова «Бог», не исключено, что и этот правитель был связан с каким-то божеством, как и Хенгист и Хорса. Кроме того, она указывает, что с учётом сомнительности существования Хенгиста трудно воспринимать сообщения о битвах, в которых тот по сообщению «Англосаксонской хроники» участвовал вместе с Эском, как достоверные свидетельства ранней истории королевства Кент.
Существуют и разногласия о происхождении Эска в источниках. Так, Беда Достопочтенный сообщает, что у Эска был сын по имени Окта. Однако этому известию противоречит родословная королей Кента, приведённая в так называемой «Английской коллекции королевских генеалогий», которая указывает Эска не сыном Хенгиста, а внуком, называя Окту отцом, а не сыном Эска. Хронист X века Этельвард полагал, что Эск и Окта — это имена одного и того же человека, в результате чего сократил генеалогию на одно поколение. Барбара Йорк полагает, что подобные вариации родословных свидетельствуют о том, что истории о происхождении Кента относятся скорее к литературному миру саг, чем к подлинной исторической традиции. Исследовательница отмечает, что первым более-менее достоверным королём Кента можно считать Эрменрика, который, согласно Беде, был сыном Окты, а по версии «Английской коллекции королевских генеалогий» — сыном Эска.

## Этимология и написание имени
Современные исследователи сходятся в том, что имя «Oisc» имеет корень «ōs», восходящий к древнеанглийскому слову, означающему «(нехристианский) бог», родственное древнескандинавскому слову «Áss». Этимологию этого имени изучал Джон Инсли, который сделал вывод, что родственные формы (Ōsic, Ōsica) встречаются в древнесаксонском языке. В интерпретации исследователя, в имени «Oisc» к корню «ōs» добавлен суффикс, который в древнегерманском языке писался «ika» и служил для формирования уменьшительной формы. Таким образом, по мнению Инсли, имя было уменьшительной формой, образованной от более длинного германского имени, начинающегося на «ōs», таких как Освальд (Ōswald) и Осрик (Ōsrīc). В раннем древнеанглийском языке имя писалось «Oisc» или «Oesc». Позднее в древнеанглийском языке гласный звук [øː]преобразовался в [eː], в результате чего имя стало писаться Ēsc.
Ещё одну гипотезу выдвигал Габриэль Турвиль-Петре, который считал, что «Oise» — это не имя, а титул божественного предка короля, этимологически связывая его с Ансисом (Ansis) — легендарным предком остготской династии Амалов. Исследователь полагал, что имя «Oise» — расширенная форма имени с корнем «Ans» и идентично имени Ансехис (Ansehis) из «Равеннской космографии». С Ангисом из «Равенской космографии» связывает Эска и Патрик Симс-Уильямс, считавший, что изначально он был мифологическим персонажем, но потом сделан Бедой сыном Хенгиста, в попытке объединить две конкурирующие легенды о происхождении кентских королей. Мнения, что Эск являлся божественным предком кентских королей, придерживался и Герман Мойзл, также выводивший имя от корня «ans». Рассматривая эти гипотезы, Джон Инсли полагает, что скорее имя «Ансехис» восходит к имени «Хенгист».
Ещё один исследователь, Бернард Меес, предположил, что имя «Oisc» и однокоренные с ним происходят от германского корня «an», который встречается, например, в древнескандинавском глаголе «anda» (дышать). Суффикс «sk», по его мнению, в других прилагательных, образованных с его применением, обычно означают что-то вроде «быстрый, живой, смелый».
В некоторых источниках встречается форма имени «Æsc». По мнению Джона Инсли, эта форма является этимологически неверной попыткой более поздних носителей передать незнакомое слово «Oisc» используя современную для них форму языка под влиянием знакомого элемента имени «Æsc-». Кроме того, исследователь отмечает, что обобщённая традиция, основанная на «Церковной истории англов» Беды, передаёт имя короля как «Oisc». Иногда имя при копировании искажали в «Oesc». В поздних источниках встречаются и другие формы. Хронист XII века Уильям Мальмсберийский имя Эска записывал как «Eisc», однако не исключено, что это ошибочное прочтение имени «Oisc» у Беды. Ещё один поздний хронист, Генрих Хантингдонский, использует форму имени «Esc» А Лоуренс Ноуэлл, выполнявший перевод раннесредневековой рукописи «Англосаксонской хроники», ошибочно давал форму имён «Oeric» и «Oisc» как »Ósric» и «Oese».